# جس هربست
جس هربست (به انگلیسی: Jess Herbst) (زاده ۱۴ اکتبر ۱۹۵۸) سیاستمدار آمریکایی است.
او یک زن ترنس است.